# Crisisacteur

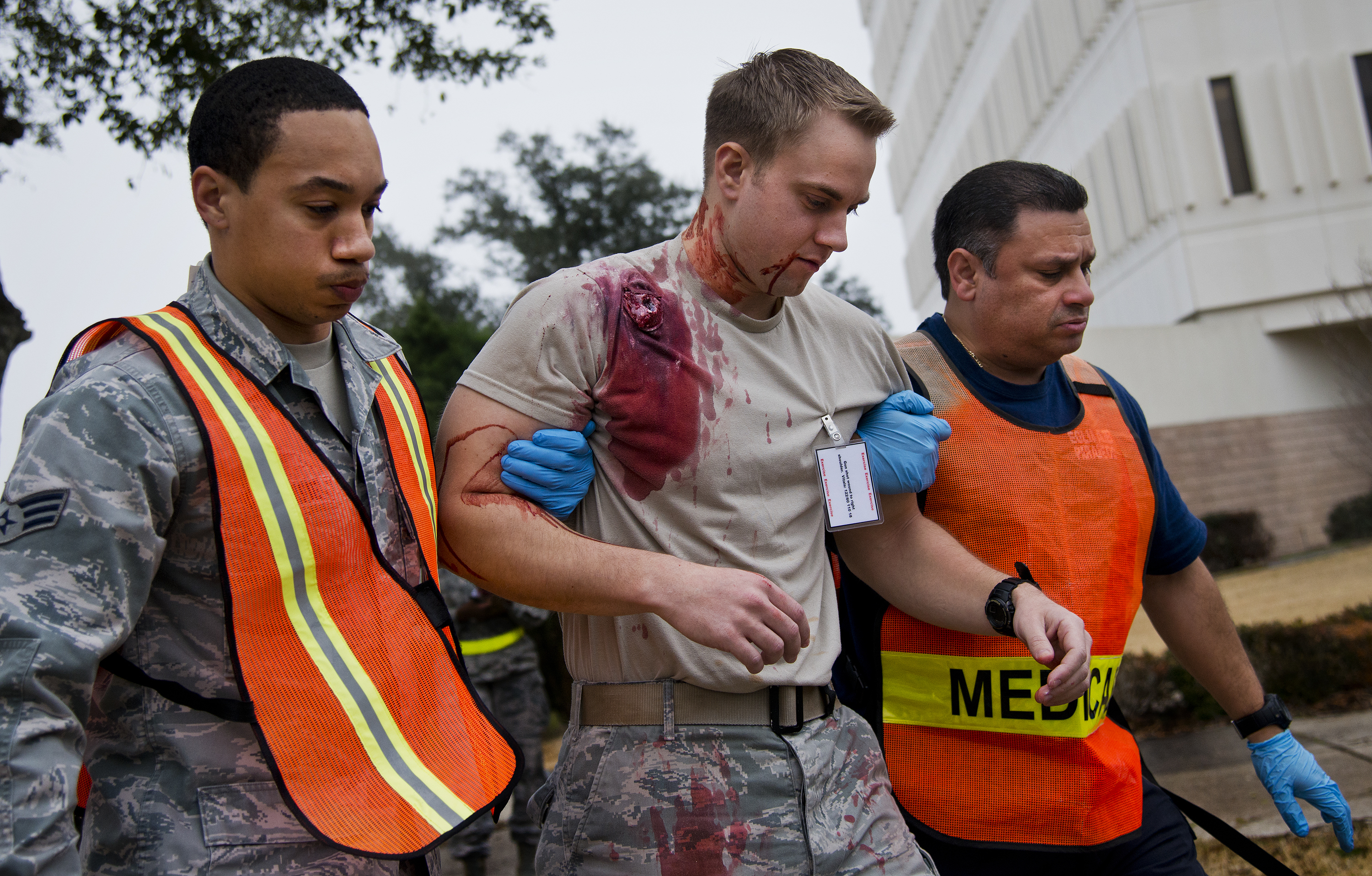
Verpleegkundigen met een crisisacteur tijdens een schietpartij-simulatie op de Eglin Air Force Base in Florida in 2014.

Een crisisacteur (Engels: crisis actor) of ongevallensimulant is een persoon die wordt ingehuurd om de rol van slachtoffer te spelen bij grootschalige rampoefeningen voor hulpdiensten en militairen. Deze acteurs, geschminkt met realistische nepverwondingen, helpen bij het trainen voor traumatische situaties. De term wordt echter ook gebruikt door complotdenkers die beweren dat verschillende schietpartijen en andere terreurdaden in scène zijn gezet voor het bevorderen van verschillende, vaak linkse, politieke doelen.

## Legitiem gebruik
Crisisacteurs worden ingezet om hulpdiensten voor te bereiden op noodsituaties. Ze spelen rollen in rampoefeningen, militaire trainingen en simulaties van grootschalige ongevallen. Deze acteurs krijgen realistische nepverwondingen en zijn getraind in het nabootsen van diverse trauma’s. Hun deelname stelt hulpverleners, militairen en crisisinterventieteams in staat om zich beter voor te bereiden op noodsituaties.

## Gebruik in complottheorieën
Circa 2012 wordt de term 'crisis actor' in complottheorieën gebruikt om te beweren dat slachtoffers en getuigen van tragediën acteurs zouden zijn die ingezet worden om politieke, vaak linkse, doelen te bevorderen. De term kreeg bredere bekendheid na de schietpartij op Sandy Hook Elementary School, waarbij complottheoretici suggereerden dat de betrokkenen acteurs waren en dat de gebeurtenis door de overheid in scène was gezet om steun te creëren voor strengere wapenwetgeving. Blogs en platforms zoals InfoWars verspreidden deze theorie verder naar latere gebeurtenissen.

### Verspreiding en toepassing
De crisisacteur-complottheorie heeft zich in de loop der jaren verspreid naar verschillende tragische gebeurtenissen. Aanhangers van de theorie hebben gesuggereerd dat crisisacteurs betrokken waren bij, onder andere, de bomaanslag tijdens de marathon van Boston (2013), de aanslagen in Parijs (2015), de schietpartij in nachtclub Pulse in Orlando (2016), de bomaanslag in Manchester (2017), de schietpartij op Marjory Stoneman Douglas High School in Parkland (2018), en de oorlog in Gaza (2023). Bij elk van deze gebeurtenissen werden beweringen over vermeende crisisacteurs verspreid via sociale media en complotwebsites.

### Kritiek en weerlegging
In verschillende onderzoeken door journalisten en factcheckers is de crisisacteur-theorie voor verschillende gebeurtenissen stelselmatig ontkracht; er werd geen bewijs gevonden dat slachtoffers acteurs waren. Deskundigen wijzen erop dat de theorie niet alleen ongefundeerd is, maar ook schadelijk voor slachtoffers, getuigen en hun families, die vaak te maken krijgen met intimidatie en bedreigingen. Ondanks de inspanningen van factcheckers om deze theorieën te weerleggen, worden zij vaak genegeerd of zelfs beschuldigd deel uit te maken van het complot. Zulke theorieën ondermijnen het vertrouwen in officiële berichtgeving en vergroten de verspreiding van desinformatie rondom tragedies.